# Música contemporânea
Música contemporânea é a música dos séculos XX e XXI, posterior ao movimento impressionista e aos vários nacionalismos. 
Não há uma tendência uniforme na música contemporânea. Pode-se, contudo, mencionar duas vertentes: a da música de vanguarda - que compreende sobretudo o experimentalismo - e as tendências neoclássicas e neo-românticas (chamadas "conservadoras"), dentre as quais se destacam compositores como Arvo Pärt e Krzysztof Penderecki, que representam uma reação ao experimentalismo e o retorno à linguagem tonal.
Embora na questão ainda haja grande preconceito, como ocorre quando do nascimento de novas tendências artísticas, também podem-se destacar a música eletrônica, criada na Alemanha da década de 1950 e responsável pela geração de novíssimos e curiosos sons, surgidos eletronicamente ou manipulados através de outros instrumentos ou objetos, que são incorporados à música e explorados em larga escala. A música contemporânea valorizava especialmente a inovação e a criatividade.
Considera-se que o período contemporâneo, na música, inicia-se  com o  impressionismo (1910 – 1920), dominado por compositores franceses.
Entre os vários tipos de música contemporânea, destacam-se a música eletrônica (aquela que é criada ou modificada através do uso de equipamentos e instrumentos eletrónicos, tais como sintetizadores, gravadores digitais, computadores ou softwares de composição); e a música aleatória, que, como o nome diz, fica sob a responsabilidade do músico executante, o qual, em alguns casos, só precisa obedecer à ideia mais geral que inspirará a música, um sentimento ou um acontecimento histórico, o que requer, porém, imensa habilidade musical, imaginação e criatividade.
Entre os mais importantes compositores da música contemporânea, incluem-se:
Karlheinz Stockhausen, considerado um dos maiores compositores do final do século XX, suas obras revolucionam a percepção de ritmo, melodia e harmonia. De suas obras mais ousadas, destacam-se o Quarteto de cordas com helicópteros, (em alemão, Helikopter-Streichquartett), que é realmente tocado por um quarteto de cordas e quatro helicópteros, sendo o resultado de um trabalho de mais de dez anos; e a ópera Licht, baseada em textos sânscritos e budistas e que tem suas partes distribuídas nos dias da semana.
Fartein Valen, homem de múltiplos talentos, falava 12 línguas e rodeou-se de um mundo tonal silencioso e misterioso, incompreensível para os seus contemporâneos.